# João Maria de Sousa
El general João Maria de Sousa (Luanda, 1951) és un militar i polític angolès, des de 2008 procurador general d'Angola i el "magistrat més alt de la Cort Suprema. En una cerimònia de desembre de 2007 fou confirmat en el seu càrrec, que sembla que ocupa des de 2004, i amb presència de membres de la premsa, Sousa va ser fotografiat jurant el seu càrrec per José Eduardo dos Santos, president, cap de govern i comandant en cap de les Forces Armades Angoleses. Junt amb els seus companys "alts generals" Francisco Higino Carneiro, Hélder Vieira Dias, Roberto Leal Monteiro, i Kundy Pahiama, va ser un dels caps militars que ocuparen càrrecs ministerials per al Moviment Popular per l'Alliberament d'Angola, el partit polític que ha governat Angola des que va obtenir la seva independència de Portugal en 1975.

## Biografia
Es va llicenciar en dret per la Universitat Militar de Moscou des de la independència d'Angola ha estat lligar a l'exèrcit i a la judicatura, començant des de 1975 com a Comissari General de Justícia de l'Estat Major, procurador general de les antiques Forces Armades Populars d'Alliberament d'Angola (FAPLA) i adjunt de la direcció dels Tribunals Militars, així com cap de Legislació i Disciplina de l'Estat Major de les Forces Armades Angoleses.
El 2004, la Sousa va declarar que la Policia Nacional d'Angola hauria d'actuar contra els delinqüents en comptes de dissuadir-los. A finals de 2007, Sousa va expressar la seva satisfacció perquè l'any acabava sense un excés de gent sota detenció protectiva a Angola. Va tornar a tocar aquest tema públicament al març de 2008 quan va atribuir a l'escassetat de magistrats i jutges l'excés de casos de custòdia preventiva a Angola indicant que el nombre de casos presentats diàriament "és massa elevat i el nombre de jutges i advocats existents és insuficient per tractar tots els casos a temps". El fiscal general es va negar a revelar el nombre de presoners a qui s'aplica aquesta situació, però va dir que s'estan fent esforços per involucrar els jutges més qualificats i amb els tribunals provincials. Va afegir que només mitjançant la formació de més magistrats es resoldria el problema.
El gener de 2008 en una entrevista a Rádio Nacional de Angola, de Sousa va dir que la detenció del periodista Fernando Lelo estava justificada sobre la base de "forts indicis de delicte contra la seguretat de l'Estat". Va negar que s'haguessin produït "irregularitats en la seva detenció" i va dir que els delictes de Lelo inclouen la incitació a soldats de les Forces Armades Angoleses per cometre delictes.
En una altra entrevista a principis de 2008, en parlar sobre la qüestió de si s'havia d'extraditar o no el militant nigerià Henry Okah (també conegut amb l'àlies de Jomo Gbomo i que es creu que és un portaveu del Moviment per a l'Emancipació del Delta del Níger), va dir que el terrorisme és un tema que preocupa tots els països i en el seu temps donarem a conèixer (la nostra decisió). Okah fou deportat d'Angola el mes següent i es va enfrontar a la pena de mort.
El periodista Rafael Marques de Morais l'ha vinculat sovint a la corrupció política i econòmica, com la filla del president angolès, Isabel dos Santos, presidenta de Sonangol.